# کیم پتراس
کیم پتراس (به انگلیسی: Kim Petras؛ زادهٔ ۲۷ اوت ۱۹۹۲) خواننده-ترانه‌پرداز ترنس آلمانی مقیم لس آنجلس، کالیفرنیا، ایالات متحده است. وی قبل از اینکه در سال ۲۰۲۱ با آمیگو و ریپابلیک رکوردز قرارداد امضا کند، بین سال‌های ۲۰۱۶ و ۲۰۲۰ ترانه‌هایش را به‌عنوان هنرمندی مستقل تحت ناشر خودش که بان‌هد رکوردز نام دارد، منتشر می‌کرد.

## اوایل زندگی
کیم پتراس در اوت ۱۹۹۲ و با اسم تیم پتراس به دنیا آمد. والدینش - لوتز و کانی - گفته‌اند که او از سن دو سالگی شروع کرد به اصرار مبنی بر این‌که دختر است. کم‌کم معلوم شد که این فقط یک هوس زودگذر نیست و در نتیجه والدین کیم سعی کردند از او حمایت کنند. آن‌ها او را مجبور کردند که در خارج از خانه با لباس‌های خنثی - نه پسر، نه دختر - و اسپرت ظاهر شود. سرانجام والدینش در تلاش برای دستیابی به کمک‌های تخصصی دکتر بِرنْد مِیِنبورگ از دانشگاه فرانکفورت را یافتند که رئیس یک کلینیک کودکان بود و از دههٔ ۱۹۷۰ در زمینهٔ تغییر جنسیت تحقیق می‌کرد.
کیم که از ۱۲ سالگی شروع به تزریق هورمون‌های زنانه کرده بود به دلیل این‌که در سن رشد طبیعی معمول یک دختر شروع به این‌کار کرد، با رشد سینه‌ها به‌طور طبیعی بدنی کاملاً زنانه پیدا کرد و گذار جنسیت را انجام داد و سپس در سال ۲۰۰۶ با عمل جراحی به جنس مؤنث تغییر جنسیت داد.

## موسیقی حرفه‌ای
در سال ۲۰۰۷ کیم پتراس تعدادی ویدئو از جمله از آواز خواندن خودش را ضبط کرده و در اینترنت قرار می‌دهد. کلیپ‌های او که شامل بعضی از ساخته‌های خودش هم بودند توسط تهیه‌کنندهٔ آلمانی فابیان گورگ کشف می‌شود. پس از آن گورگ از کیم دعوت می‌کند که با شرکت موسیقی مستقل خودش به اسم جویس رکوردز قرارداد امضا کند.
در سال ۲۰۰۸ کیم دو ساختهٔ دیگر خودش را منتشر می‌کند که این‌بار توسط فابیان گورگ ساخته‌شده. اولی «پایان همیشگی» که به‌صورت آنلاین منتشر شد و در یوتیوب و مای‌اسپیس پرطرفدار شد. چند ماه بعد، در سپتامبر ۲۰۰۸ او اولین سی‌دی آلبوم تجاری خود را با عنوان «محو شدن» به فروشگاه‌های آلمان عرضه کرد. این آلبوم هم‌اکنون (از تاریخ ۱۷ آوریل ۲۰۰۹) از طریق اینترنت برای بعضی از دستگاه‌های موسیقی الکترونیکی از قبیل آی‌تیونز قابل دانلود است.
شرکت جویس رکوردز اعلام کرده‌است که آلبوم جدیدی از کیم پتراس در حال تهیه‌است.

## واکنش عمومی
در سال ۲۰۰۳ کیم که ۱۳ ساله بود اولین حضور جدی خود را در رسانه‌ها داشت. او در یک شوی تلویزیونی در آلمان در تلویزیون استرن حاضر شد. در آن برنامه او در مورد تغییر جنسیت خود و روند درمانی‌اش تحت نظر دکتر آخیم ووشتهوف در هامبورگ توضیح داد. با این حال، تا سال بعد که او ۱۴ ساله بود توجه رسانه‌های جهان به او جلب نشد. این زمانی بود که او در یک مستند تلویزیونی و یک تاک‌شو آلمانی حاضر شد و در مورد تلاشی که برای به‌دست آوردن مجوز تغییر جنسیت تا ۱۶ سالگی می‌کرد صحبت کرد. با توجه به قانون آلمان، فرد برای تغییر جنسیت باید حداقل ۱۸ سال داشته باشد.
واکنش عمومی‌ای که در سال ۲۰۰۷ از طریق تلویزیون در مورد او و تغییر جنسیتش در ۱۲ سالگی ایجاد شد باعث شد که به او لقب جوان‌ترین تراجنسیتی دنیا را بدهند. به هر حال، این ادعا غیرقابل اثبات است زیرا اختلال هویت جنسی اغلب زیر ۱۲ سال و در دوران کودکی تشخیص داده می‌شود و تغییر جنسیت کودکان زیر ۱۲ سال، هرچند نادر، غیرمعمول نیست. با این‌حال، ممکن است کیم پتراس یکی از جوان‌ترین کسانی در زمان حاضر باشد که مورد درمان هورمونی قرار گرفته.
در سپتامبر ۲۰۰۷ او برای سالن‌های آرایش زنجیره‌ای در سراسر آلمان به عنوان مدل فعال بود.
پتراس که در نوامبر سال ۲۰۰۸ ۱۶ ساله بود با ارسال پستی در وبلاگش خبر داد که اخیراً عمل تغییر جنسیتش را کامل کرده. خبر این اتفاق در ۴ فوریه ۲۰۰۹ در رسانه‌های بین‌المللی پخش شد و حتی در بعضی از آن‌ها به خبر اصلی بدل گشت. یک مضمون مشترک این است که ممکن است پتراس جوان‌ترین کسی در جهان باشد که تا به حال تغییر جنسیت داده‌است.
پتراس همواره و با جدیت تأکید داشته که جنسیت او همواره زن بوده. در مصاحبه‌ای که دربارهٔ عمل جراحی‌اش داشت گفت: «از من سؤال می‌شود که آیا حالا احساسی مثل هر زنی دارم، ولی حقیقت این است که من همیشه احساسی زنانه داشتم. من فقط به بدن اشتباهم خاتمه دادم.»

## ترانه‌شناسی
آلبوم‌های استودیویی
- اهریمنو سیر کن (۲۰۲۳)
- مشکل‌ساز (۲۰۲۳)